# 橋本峰雄
橋本 峰雄（はしもと みねお、1924年（大正13年）9月1日 - 1984年（昭和59年）3月7日）は、日本の哲学者であり、京都・法然院の第30代貫主でもあった。

## 経歴
出生から修学期
1924年、徳島県で生まれた。旧制大阪高等学校を経て、京都大学文学部哲学科へ進学。同級生の梅原猛と藤沢令夫とは、この頃からの親友。卒業後、出家したことから仏門入りして、西洋哲学を学ぶ異色の学者として知られていた。
哲学研究者として
神戸大学文学部教授として、哲学・倫理学専攻を担当した。また、「京都ベ平連」の結成に参加するほか、思想の科学研究会・現代風俗研究会の会員としても研究活動に参加した。1984年に死去。

## 顕彰
橋本峰雄賞
1991年、現代風俗研究会がにその業績を記念して「橋本峰雄賞」を創設した。現代風俗の領域での独創的な研究に対して授与されている。

## 家族・親族
- 長男：梶田真章は法然院・第31代貫主。

## 著作
著書
- 『丸いメガネを返せ おりにふれての哲学』朝日新聞社 1973
- 『性の神』（淡交社 1975
- 『「うき世」の思想 日本人の人生観』講談社現代新書 1975
- 『くらしのなかの仏教』人文書院 1979
  - 中公文庫 1998年
- 『論争のための文章術』潮出版社 1980

共著
- 『宗教以前』高取正男と共著、NHKブックス 1968
  - 文庫化 ちくま学芸文庫 2010
- 『哲学のすすめ』梅原猛・藤沢令夫共編、筑摩書房 1969
- 『暮らしを考える』多田道太郎共編、ぎょうせい 1977

## 参考
- 橋本峰雄教授略歴ならびに主要著書・論文目録 (訃報)「愛知 φιλοσοφια」(神戸大学哲学懇話会) 2, 1985